# Josef Kaufmann Racing
A Josef Kaufmann Racing é uma equipe de automobilismo da Alemanha. Opera principalmente na Eurocopa de Fórmula Renault 2.0, bem como na Copa da Europa do Norte de Fórmula Renault 2.0.
A equipe foi fundada em 1982, por Josef Kaufmann, que era piloto de corridas e competiu em sua própria equipe no Campeonato da Alemanha de Fórmula 3. No primeiro ano de existência da equipe, Gerhard Berger e Kaufmann terminaram em terceiro e quarto respectivamente na Fórmula 3 Alemã. O título dos primeiros pilotos da Josef Kaufmann Racing foi alcançado por Volker Weidler, que venceu o Campeonato da Alemanha de Fórmula 3 em 1985. Seu próximo sucesso foi em 1994, quando Arnd Meier venceu o B-Cup do Campeonato Alemão de F3. A equipe permaneceu no Campeonato da Alemanha de Fórmula 3 até 2002.
Em 2018, o ex-membro do Red Bull Junior Team Richard Verschoor e o campeão de cartismo e vencedor da corrida da Toyota Racing Series, Clément Novalak, se juntaram à equipe.